# 帝釈峡

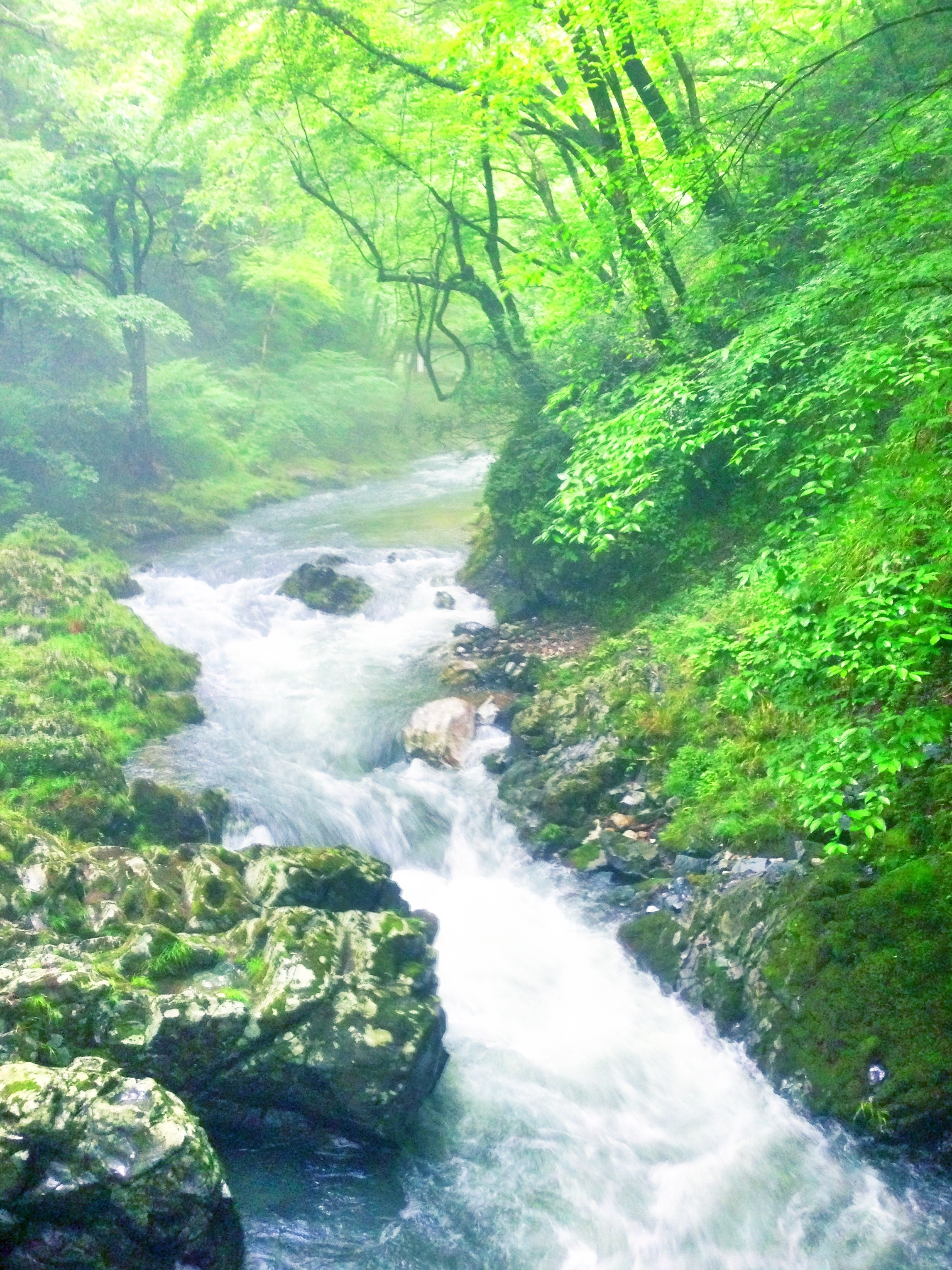

帝釈峡（たいしゃくきょう）は、中国山地に位置する広島県北東部の庄原市及び神石郡神石高原町にまたがる、全長18キロメートルの峡谷。国の名勝（1923年）に指定されており、比婆道後帝釈国定公園の主要景勝地。
高梁川水系成羽川（東城川）支川の帝釈川（たいしゃくがわ）の一部。

## 概要
日本百景の一つ。三段峡と共に広島県を代表する景勝地として知られ、国内有数の峡谷でもある。地元では日本五大峡の一つと謳っている。五大峡の他の4つは確定していないという説もあるが、広島県道路企画課の公式見解によるとそれらは長門峡（山口県山口市及び萩市）・豪渓（岡山県総社市及び加賀郡吉備中央町）・寝覚の床・（長野県木曽郡上松町）・昇仙峡（山梨県甲府市）である。
神竜湖湖上には遊覧船が就航し、帝釈川ダム付近まで遊覧する。探勝歩道と呼ばれる遊歩道も整備されており、いくつかの橋を渡りながら風景を楽しめる。寄倉岩陰遺跡を中心に、縄文時代から鎌倉時代の遺物も出土しており、神竜湖ほとりに歴史民俗資料館として展示している。観光ホテルや休暇村など宿泊・観光施設も充実している。毎年4月には「帝釈峡湖水開き」が神竜湖で開かれ、湖上でのくす玉割り等が行われ、秋には紅葉祭りが開催される。

## 自然
神竜湖は春の新緑、秋の紅葉が素晴らしい見応えで、秋になると紅葉狩りの名所となる。水鳥も飛来し、人造湖とは思えないたたずまいを見せる。
石灰岩台地が深く浸食されて形成されたカルスト地形が広がり、深度は200-300メートル。特に石灰岩が溶食されてできた天然橋「雄橋」（おんばし）は同峡谷最大のハイライト。ほかに白雲洞などの鍾乳洞も見られる。
上帝釈の駐車場から、神竜湖まで1974年に全長6キロメートルの遊歩道が整備され自転車で神竜湖まで観光することが出来たが、落石のために1996年より雌橋・素麺滝の手前から1.7kmの区間が通行止めになった。2000年に通行止め区間の山岳迂回路が完成したが、急峻な歩道なので自転車での通行はできない。

### 雄橋

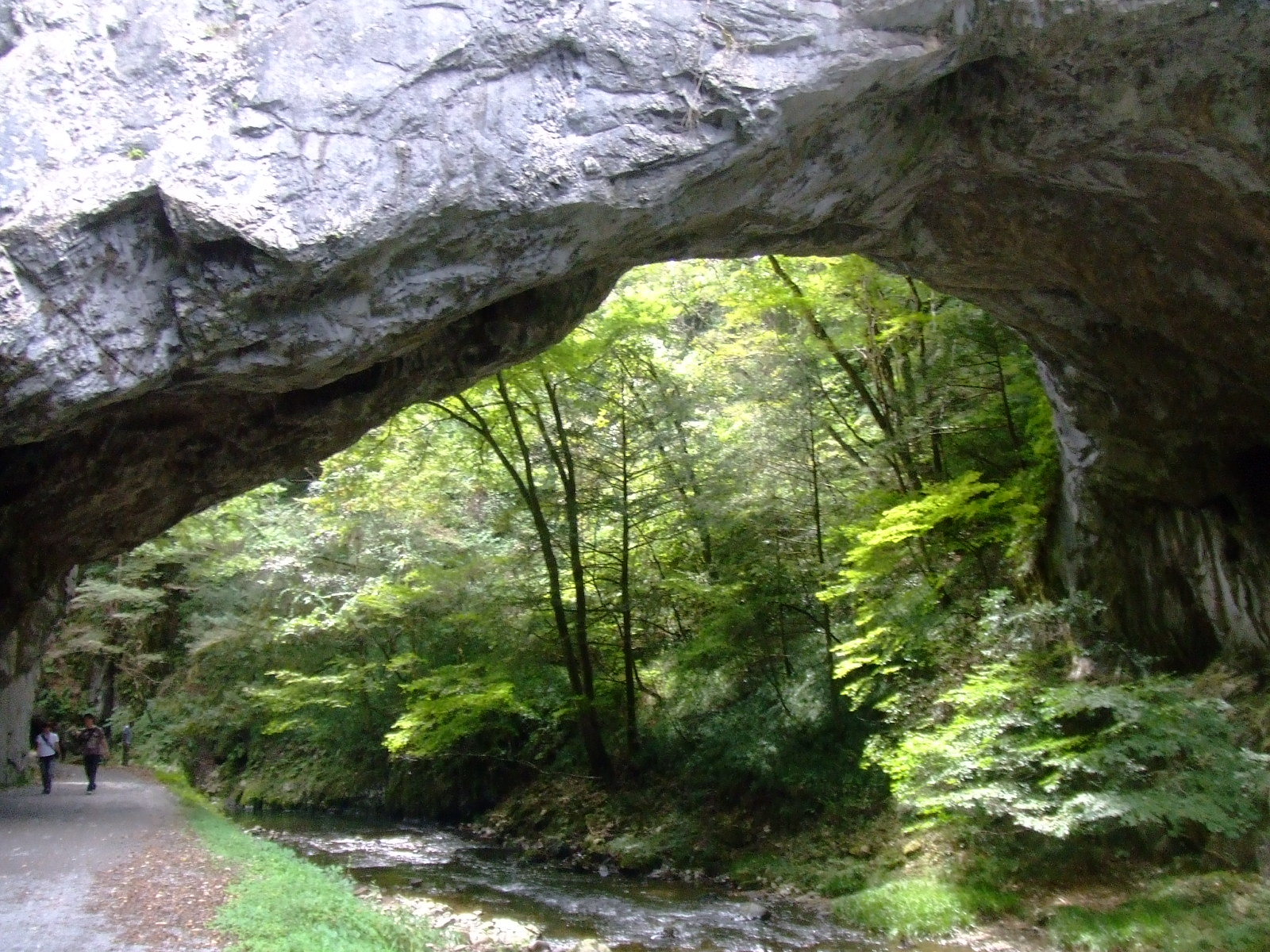
雄橋

雄橋は河川の水が長年に亘って石灰岩を侵食することによって形成された天然橋であり、帝釈峡の名勝指定とは別に、独自で天然記念物の指定を受けている。日本百名橋の一つ。町は特別天然記念物への格上げの運動を行っている。

### 断魚渓

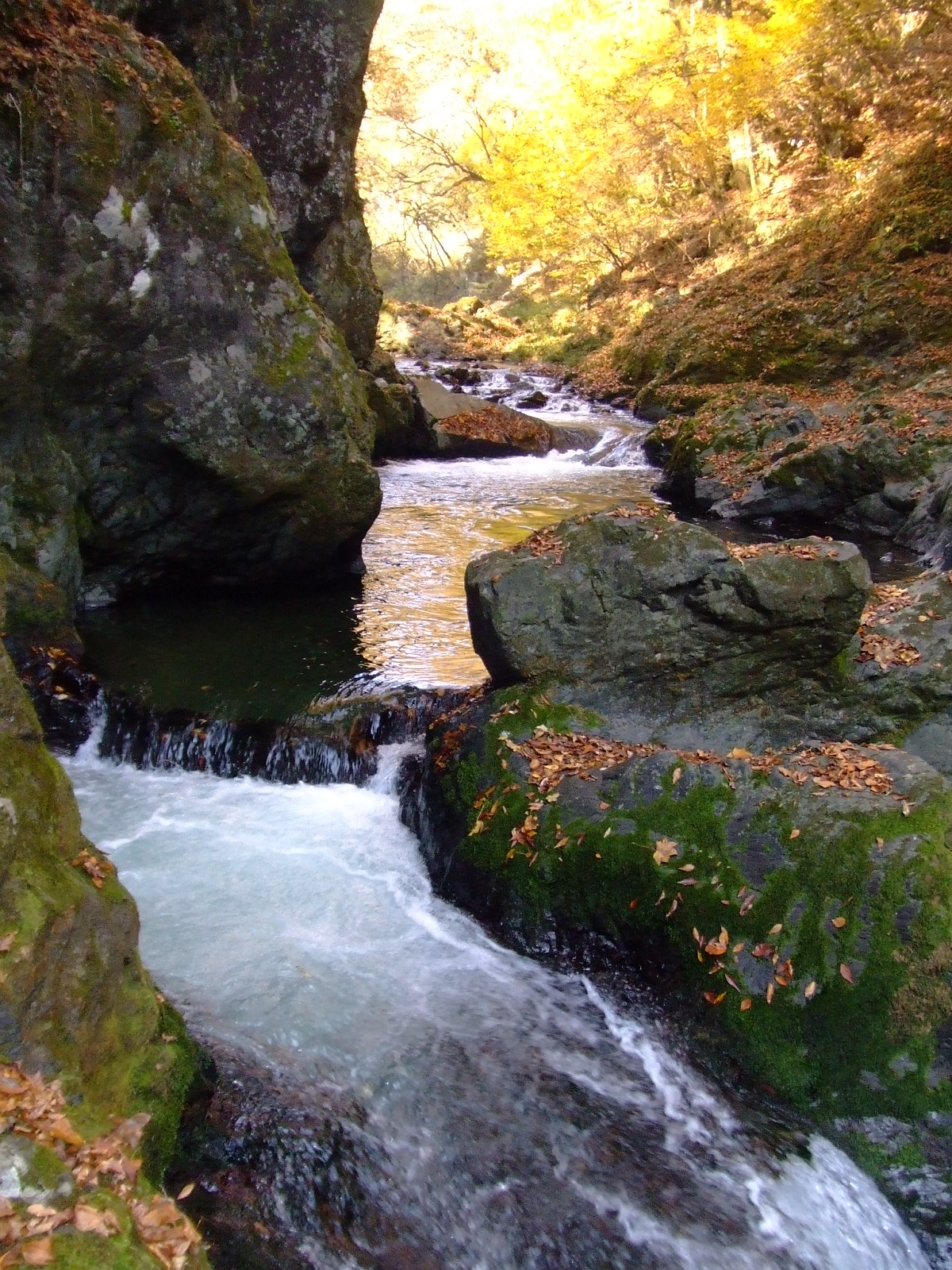
断魚渓

雄橋から300メートルほど下流に向かうと遊歩道の直下に断魚渓がある。帝釈川が輝緑凝灰岩の地層を侵食し、帝釈峡の中でも最も急流をなし魚が遡上できないという意味で断魚と呼ばれる。この輝緑凝灰岩は石炭紀に海底火山が噴火し、その噴出物が堆積したもので、サンゴ、ウミユリの化石が見られ、帝釈峡付近では最も古い地層である。

### 鬼の唐門・鬼の供養塔

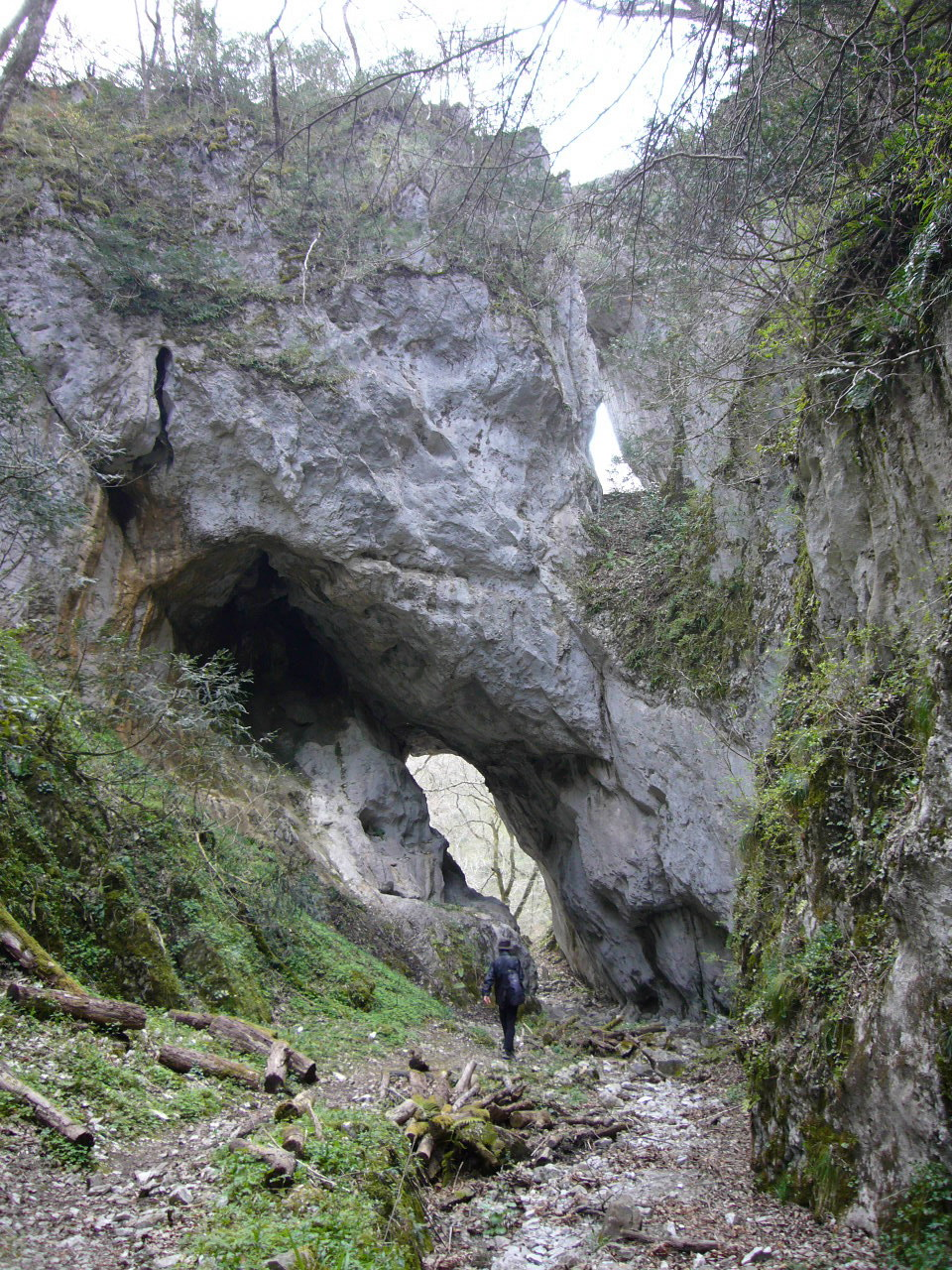
鬼の唐門

鬼の唐門は高さ約8メートルの天然橋で、古い鍾乳洞が崩落して入り口だけが残ったものと考えられている。門の上の方に｢鬼の窓｣と呼ばれる4メートルほどの穴が開いている。
鬼の供養塔は、陰陽二鬼神の供養塔と言われる約10メートルの石柱である。

### 白雲洞

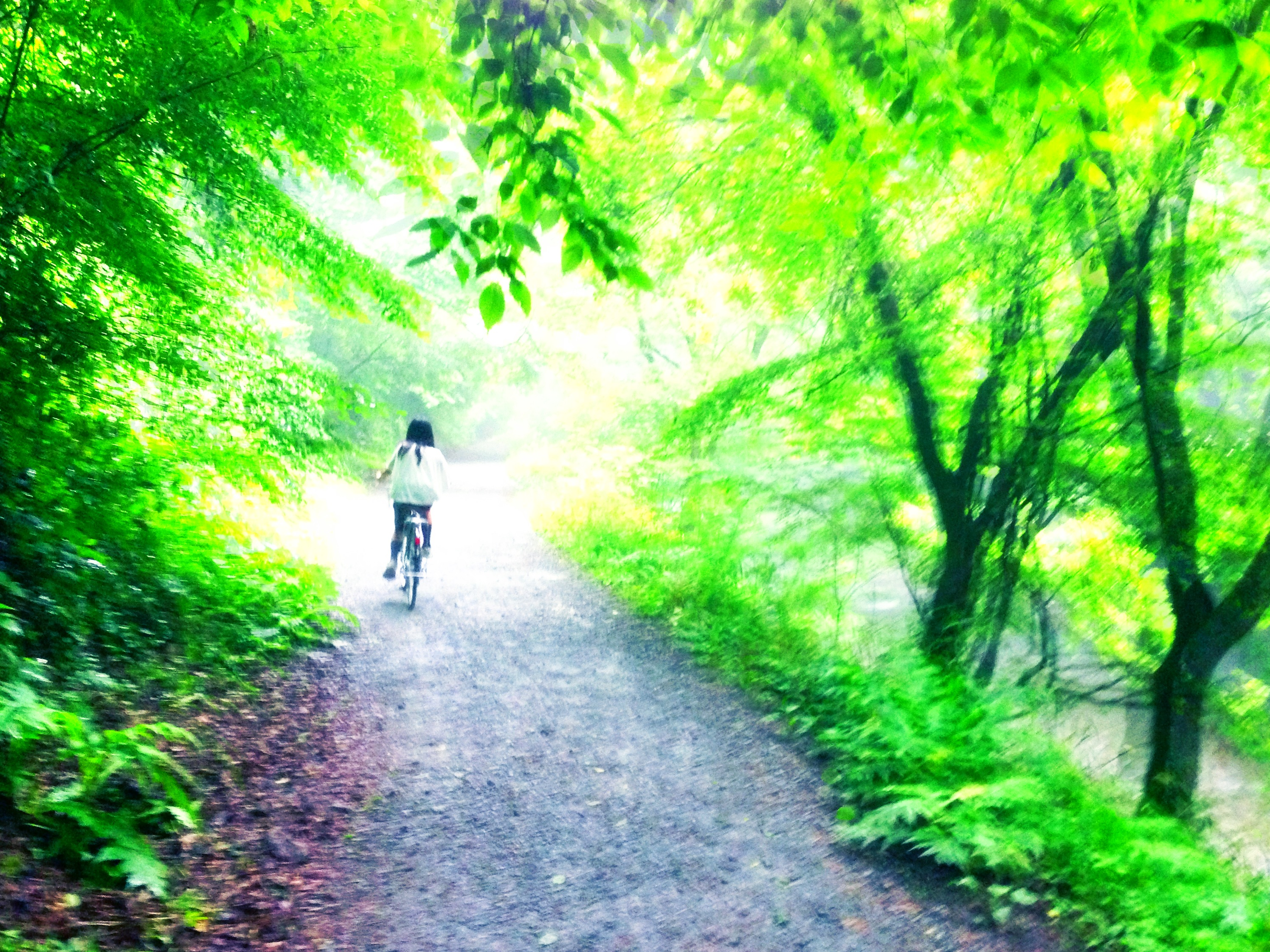
帝釈峡に整備された遊歩道。路面は舗装されておらず、ロードバイクよりクロスバイクの方が無難。レンタルサイクルもある。

雄橋のやや上流にある鍾乳洞。遊歩道より少し登った断崖に入り口があり、200メートルほどが観光化されている。最も広い部分は高さ20メートル幅5メートルの空間がある。内部は平たんで温度も11度前後に保たれている。駐車場より遊歩道沿いに徒歩5分程度。

### 幻の鍾乳洞
下帝釈の神石高原町永野にある鍾乳洞で戦後は殆ど忘れ去られていた洞窟。1993年に地元の有志によって再発見され整備された。入り口は50センチメートルたらずであるが、奥行きは長い。人の手が入っていないので、水流模様のフローストーン、つらら石、石筍(せきじゅん)といった造形が豊富に残されている。入り口から740メートルまでが確認されている。途中洞内で30メートルの梯子を登るなどの難コースであり小学生3年生以下は見学不可。見学希望者は、「交流施設・ながの村」までに事前連絡が必要で、ガイド付きの見学となる。

### 鬼の岩屋
かつて鬼が住んでいたとされる鍾乳洞。入り口は2m程度だが奥には直径20m高さ30mの空間がある。照明は未整備であり、洞窟までの道も荒れている。

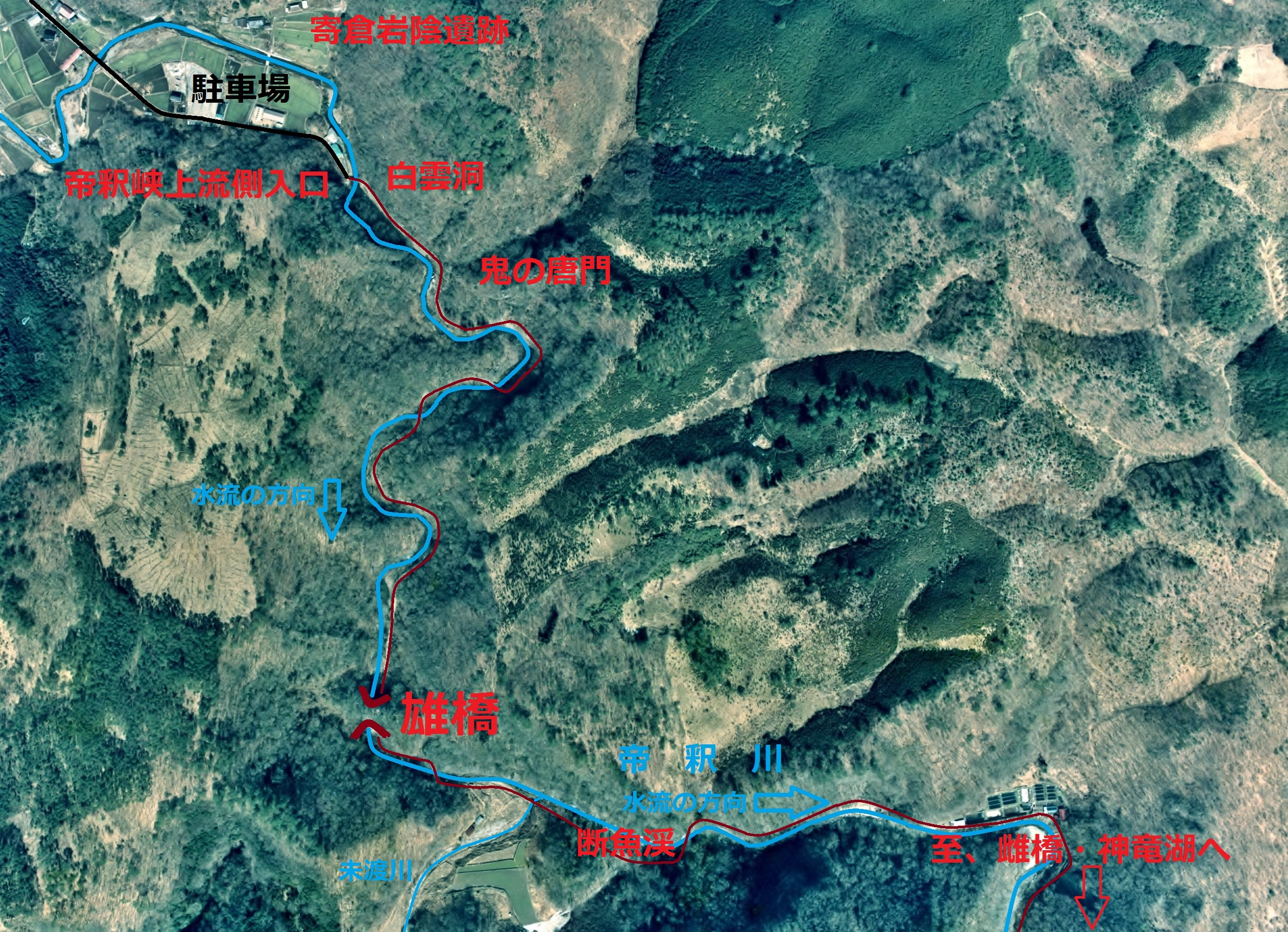
帝釈峡上流部（上帝釈）エリアの空中写真。（1974年撮影）

## 神竜湖（帝釈川ダム）
帝釈川ダム（たいしゃくがわだむ）は帝釈峡の峡谷中央部に建設された発電専用ダムである。人造湖である神竜湖の名称の方が有名である。
日本では最も早い時期に建設されたコンクリートダムで、1924年（大正13年）に完成している。当時は日本で最も高い堰堤を持つダムであった。2006年（平成18年）にダム再開発事業が行われ、リニューアルした。11,000キロワットの水力発電を行う発電用ダムである。
ダム及び神竜湖は峡谷のほぼ中央に位置し、比婆道後帝釈国定公園の第1種特別地域に指定されている。
神竜湖に掛かる神龍橋と桜橋は国の登録有形文化財。

## 特記事項

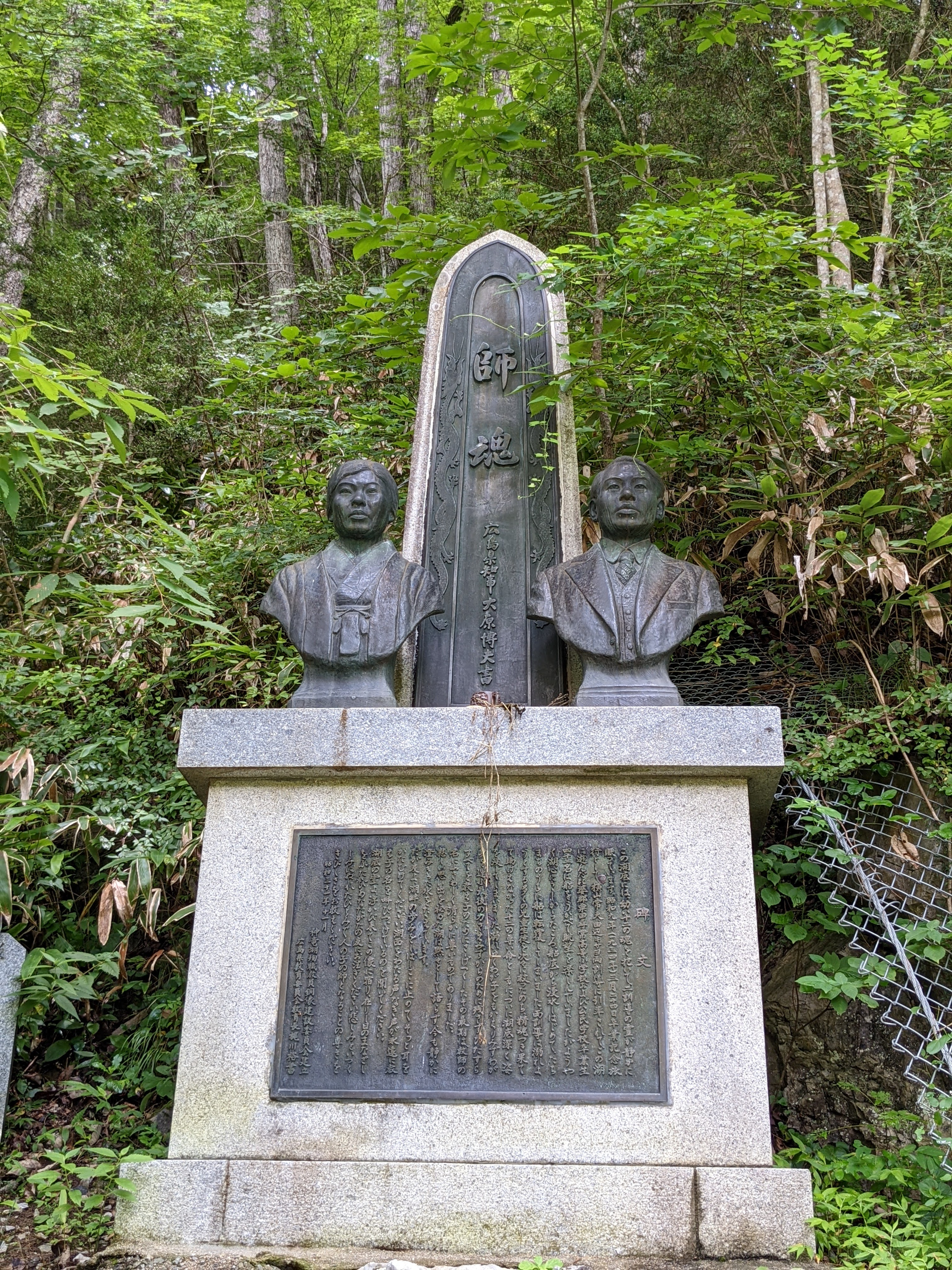
慰霊碑

### 神竜湖遊覧船沈没事故
神竜湖の遊覧船は1934年3月24日に沈没する惨事が発生した。これは比婆郡田森村（現・庄原市東城町粟田・同市東城町竹森）の粟田尋常小学校と粟田尋常高等小学校の卒業遠足の一行42名が遊覧船に乗船したところ、船が沈没し、児童12名と引率教諭2名が犠牲になった。犠牲になった引率教諭のうち1名はわが子も乗船していたが、他の児童を優先して救助したのち、最期は力尽き親子とも亡くなったという。現在桜橋の袂に慰霊碑が建立されている。
2020年現在も、粟田小学校児童や関係者らの手によって慰霊行事が行われている。

### 観光上の問題点
帝釈峡はかつて雄橋や神竜湖遊覧船を目当てに集まる観光客で賑わった。大手観光会社のバスツアーなども盛んであったが、1996年落石が頻発するために遊歩道を閉鎖したところ(上記)、旅行会社のツアー企画からも外され、2008年の遊覧船乗船者は35000人とピークだった1995年の半分以下に減少した。広島県が2007年に実施したアンケートではリピーターの観光客は28％に留まっていた。観光地としての魅力アップのために雄橋のライトアップを2003年に実施したところ、広島県が「自然公園法」違反として翌年以降のライトアップを差し止めた。一時途絶えていた｢紅葉まつり｣を復活させるなど、新しい試みも行われている。遊歩道は通行禁止の1.7kmの区間をバイパスする迂回路2.5kmが開通したが高低差150mの急峻な坂があり眺望も良くない。通行禁止区間の全面開通は多額の費用が必要で予算の目処が立たない状態である。

## 交通
- 中国自動車道、東城インターチェンジから車で約20分

## 帝釈峡が登場する作品

### 文学作品
- 井伏鱒二『廣島風土記』。この他、倉田百三、火野葦平などの随筆にも記載がある。

### 映画作品
- 「地獄花」（1957年、大映、鶴田浩二主演、伊藤大輔監督）。室生犀星「舌を噛み切った女」の映画化[7]。